# Требијано (Ла Специја)
Требијано је насеље у Италији у округу Ла Специја, региону Лигурија.
Према процени из 2011. у насељу је живело 151 становника. Насеље се налази на надморској висини од 174 м.